# Station Sławków Południowy LHS
Station Sławków Południowy LHS is een spoorwegstation in de Poolse plaats Sławków.